# Vararia fusispora
Vararia fusispora är en svampart som beskrevs av G. Cunn. 1955. Vararia fusispora ingår i släktet Vararia och familjen Lachnocladiaceae.   Inga underarter finns listade i Catalogue of Life.